# 김좌근
김좌근(金左根, 1797년~1869년)은 조선 후기의 문신, 외척으로 안동김씨 세도기 후반의 중심인물이었다. 본관은 안동(安東)이며 자(字)는 경은(景隱), 호(號)는 하옥(荷屋), 시호(諡號)는 충익(忠翼)이다. 영안부원군(永安府院君) 김조순의 아들이자 김유근의 동생이며, 순조의 왕비인 순원왕후(純元王后)의 남동생이다. 익종의 외숙부였다. 순탄한 벼슬생활을 하면서 안동 김씨 세도정치의 중추적 역할을 하였다.

## 생애
1825년, 아버지인 김조순의 추천으로 무품관직(無品官職)인 부수(副率)가 되었고 1834년에는 상의원 첨정(尙衣院僉正)으로 승진하여 1837년, 사마시에 합격하여 41세의 나이로 진사가 되었고 1838년에 정시문과에 병과로 급제하였다. 부교리(副校理)와 성균관 대사성, 이조참의 등을 지내고 승진하여 한성부판윤, 공조판서, 사헌부대사헌, 병조판서 등을 두루 역임하였다.
철종의 즉위년인 1850년 이후 요직에 등용되어 의정부 우참찬(右參贊)과 선혜청 당상 등에 보직되었으며 금위대장을 거쳐 총융사, 다시 금위대장, 형조판서, 훈련대장, 공조판서, 이조판서, 호조판서, 예조판서, 우의정을 역임하였는데 한번도 외관직을 맡은 적없이 순탄한 벼슬생활을 하였다.
1853년부터 1863년까지 영의정에 세 번이나 보직되었으며 1862년, 삼정의 문란으로 발생한 각지의 민란을 진압하기 위해 이정청(釐正廳)의 총재관(摠裁官)을 겸하였다. 그 뒤 순원왕후는 승하하였으나 일족의 실력을 바탕으로 안동김씨의 중심인물로서 세도정치를 폈다.
파락호의 처지에 있던 흥선군이 그의 저택을 방문하자 재정적으로 후원하였으며 처지가 궁한 그가 석파란으로 알려진 난초화를 가져오면 이를 받고 소정의 금액을 지불해주기도 하였다. 흥선군을 귀찮게 여긴 다른 사대부가와는 달리 흥선군에게 용돈, 노잣돈을 줘서 돌려보내기도 했다. 안동 김씨의 중심인물로서 헌종과 철종대에 걸쳐 세도정치를 폈으며 1863년 12월 철종이 아들없이 급서하여 흥선대원군이 집권하자, 원상 정원용과 함께 흥선대원군의 둘째아들인 명복(命福)이 사왕(嗣王)으로 결정되자 봉영사(奉迎使)로 파견되어 고종으로 옹립하는 일을 주관했다.
1863년, 고종이 즉위하고 흥선대원군이 집권하자 영의정에서 물러났으나 원임대신 자격으로 정사에 참여하여 국정을 자문하였다. 아들 김병기와 함께 몰락왕족으로 어려운 처지에 있던 흥선대원군을 도왔으며, 다른 안동김씨 일족이 숙청당했을 때도 몰락하지 않고 원로대우를 받았다. 1864년부터 철종실록 편찬에 참여하여 실록총재관(實錄摠裁官)으로 《철종실록》 편찬을 주관, 지휘하였다. 1868년 대원군에 의해 삼군부(三軍府)가 부활, 설치되자 삼군부영사(三軍府領事)가 되었다. 돈령부영사(敦寧府領事)로 치사하였으며, 1866년, 기로소(耆老所)에 들어갔다. 1869년에 사망하였으며 사후 충익(忠翼)의 시호가 추증되었다.
《조선정감》에 보면 고종(高宗)이 정조(正祖)의 능인 건릉(健陵)에 행행(行幸)했을 때 흥선대원군이 김좌근에게 무안을 준 일화와 그의 애첩이었던 나주(羅州)의 기생 양씨(梁氏), 즉 나합(羅閤)의 투기를 트집잡아 청수동 별장(淸水洞別莊)으로 대원군이 찾아가 궁궐중건비 10만냥과 고종의 가례비(嘉禮費) 10만냥을 받아낸 재미있는 일화가 소개되고 있다.
1999년 그의 후손들은 그와 아들 김병기가 살던 경기도 이천군의 가옥을 기증하였다. 묘소는 경기도 이천시 백사면 내촌리에 있다.

## 가족관계
- 5대조부 : 영의정 충헌공(忠獻公) 김창집(金昌集)
  - 고조부 : 우부승지 증 의정부좌찬성 충민공 김제겸(金濟謙)
    - 증조부 : 증 의정부좌찬성 김달행(金達行)
      - 할아버지 : 서흥부사(瑞興府使) 증 영의정 김이중(金履中)
        - 아버지 : 영안부원군(永安府院君) 김조순(金祖淳)
        - 어머니 : 청양부부인(靑陽府夫人) 청송 심씨(淸松沈氏) - 심건지(沈健之)의 딸, 심풍지(沈豊之)의 조카딸
          - 형님 : 돈령부판사(敦寧府判事) 김유근(金逌根)
            - 조카 : 어조참판 김병주(金炳㴤) - 생부 : 김홍근(金弘根)

          - 형님 : 증이조판서(贈吏曹判書) 김원근(金元根)
            - 조카 : 형조판서 김병지(金炳地)

          - 누나 : 순원왕후(純元王后) 김씨(金氏)
          - 매형 : 순조대왕(純祖大王)
            - 조카 : 익종대왕(翼宗大王=효명세자)

          - 정실 : 정경부인(貞敬夫人) 윤씨(尹氏)
            - 양자 : 좌찬성(左贊成) 광주부유수 김병기(金炳冀) - 생부 : 김영근(金泳根)

          - 첩실 : 나주부인(羅州夫人) 양씨(梁氏), 별칭은 나합

## 고종 즉위 반대 이유
김좌근과 김흥근은 철종이 병석에 눕자 만나서 비밀리에 숙의했다.
김좌근과 김흥근이 내린 결론은 "만일 흥선군이 대원군이라는 위치를 믿고 국정에 간섭해서 그 위세로 나라의 법을 변경하면 이 일을 감히 누가 막을 자가 있겠소? 그리 되면 나라는 불안한 상황 속에서 종묘사직에 위험이 미칠 것이다."라는 것이다. 윤효정은 흥선대원군의 섭정을 놓고, 그들의 예상대로 됐다고 보았다.
윤효정은 이를 두고 김좌근과 김흥근 두 정승의 통찰력과 먼 훗날을 염려하는 마음이라 평했다. 그러나 흥선대원군은 둘의 만남을 전해듣고 앙심을 품게 된다.
고종이 즉위하게 되자 김좌근과 김병기는 흥선대원군이 집정(執政)하는 데 반대했다. 그러나 조대비는 김좌근 등의 반발을 무릅쓰고 흥선군의 정치 참여를 공식화했다.

## 기타
그의 첩 나합 양씨는 전라남도 나주 출신이다. 인사성이 빨라 김좌근은 그녀에게 빠져들었고, 한참 뒤부터는 그녀와 함께 국정을 논하면서 방백수령들이 그들의 손에서 많이 나왔다. 더구나 나합은 남편 김좌근 몰래 빈객들과 간통까지 했으며 한때 그의 세력이 커져 부끄러움을 모르는 자는 아첨하기를 나합이라고 불렀다. 나합은 나주 합하의 약칭으로 남편인 김좌근이 삼정승을 지낸 거물로, 삼정승에게 붙는 존칭인 합하를 붙이게 된 것에서 유래한다. 그에게 비판적이었던 세인들은 나주 조개라고 비아냥대기도 했다.
나합에 대한 일은 황현의 매천야록, 윤효정의 대한제국아 망해라에도 실렸고, 이는 김동인의 운현궁의 봄과 유주현의 대원군에도 묘사되었다.
그런데 어느 날 참판 조연창이 나합의 초대를 받고 둘이 대좌하고 있는데 김좌근이 갑자기 들어와 그를 보고 꾸짖었다. '영감은 대체 무슨 일로 이 곳에 와 있소?'라 하자 이 말을 들은 나합은 간드러지게 웃으며 둘러댔다. '어찌 대감은 관상을 벌써 보셨습니까? 저 또한 관상을 보려고 합니다.' 김좌근은 손뼉을 치면서 응대하였다. '옳소, 옳소' 그런 뒤에 나갔다. 황현에 의하면 당시 조연창은 관상을 잘 봤다고 하는데 후에 이름을 별창으로 고쳤다.

## 대중 문화에 나타난 김좌근

### 드라마
- 이순재 - 1975년 (임금님의 첫사랑) TBC 드라마
- 장민호 - 1982년 (풍운) KBS1 드라마
- 김성원 - 1989년 (바람과 구름과 비) KBS2 드라마
- 정욱 - 1990년 (대원군) MBC 드라마
- 송재호 - 2001년 (명성황후) KBS 드라마
- 최종원 - 2014년 (조선 총잡이) KBS2 드라마
- 차광수 - 2020년 (바람과 구름과 비) TV조선 드라마
- 김태우 - 2020년 (철인왕후) TVN 드라마

### 영화
- 남경읍 - 2016년 (고산자, 대동여지도)
- 백윤식 - 2018년 (명당)

## 같이 보기
- 김조순
- 김문근
- 순원왕후
- 순조
- 김병기
- 정원용
- 신정왕후
- 흥선대원군
- 김좌근 고택